# Micheline Coulombe Saint-Marcoux
Pour les articles homonymes, voir Coulombe et Saint-Marcoux (homonymie).
Micheline Coulombe Saint-Marcoux (9 août 1938, Notre-Dame-de-la-Doré, Québec, Canada - 2 février 1985, Montréal, Canada à l'âge de 46 ans) était une compositrice de musique électroacoustique.

## Biographie
Micheline Coulombe Saint-Marcoux est née à Notre-Dame-de-la-Doré, dans la région du Lac Saint-Jean, au Québec, le 9 août 1938. Son enfance tout près de la nature, et la maison familiale où l'on chantait toujours, vont marquer sa manière d'explorer la voix (Arksalalartôq) et d'évoquer les paysages naturels (Moustières) dans ses dernières œuvres électroacoustiques.
Venue à Montréal poursuivre sa formation musicale, elle étudie d'abord à l'Institut Cardinal-Léger avec Yvonne Hubert (piano), ensuite à l'École Vincent-d'Indy où elle continue le piano avec Claude Champagne. Gilles Tremblay, Françoise Aubut et surtout Clermont Pépin lui permettront d'atteindre une maîtrise peu commune chez une jeune compositrice. 
En 1967, le Conservatoire de musique du Québec lui décerne un premier prix de composition pour Modulaire, œuvre pour grand orchestre et ondes Martenot, et l'Académie de musique de Québec lui attribue son Prix d'Europe. En 1965, elle effectue un stage à l'Académie internationale d'été de Nice, au cours duquel elle travaille avec Tony Aubin. En 1968, à la suggestion de Iannis Xenakis, elle se rend à Paris pour se familiariser avec le Groupe de recherches musicales de l'ORTF et y travaille avec François Bayle, Guy Reibel et Bernard Parmegiani. En 1969, elle participe à plusieurs festivals internationaux et fonde avec cinq jeunes compositeurs le Groupe international de musique électroacoustique de Paris (GIMEP), qui donne plusieurs concerts en Europe, en Amérique du Sud et au Canada entre 1969 et 1973.
À son retour au Québec en 1971, en plus d'enseigner au Conservatoire de Montréal, «elle s'impliquera complètement dans le milieu musical québécois et canadien tout en gardant le contact avec l'Europe. Une succession d'œuvres suivra, pour petits ensembles, ou des commandes pour les grands orchestres canadiens, des compositions aux titres étranges, évocateurs des climats qu'elle créait: Trakadie, Arksalalartôq, Makazoti, Alchera, Ishuma, Genesis; des consonances déroutantes comme pour mieux nous faire basculer dans son univers si particulier.» (Liliane Blanc)
Micheline Coulombe Saint-Marcoux, qui est décédée prématurément le 2 février 1985 d'une tumeur au cerveau, estimait que «le véritable créateur se définit par son refus de perpétuer les expériences passées qui étaient alors le reflet de ces époques, par sa volonté de s'intégrer au monde actuel, de faire le présent et continuer cette projection (...), cet élan que d'autres reprendront dans le futur.»

## Discographie
- Impulsion (empreintes DIGITALes, IMED 0159, 2001)

## Liste d'œuvres
- Alchera (1972-73), mezzo-soprano, flûte (piccolo), clarinette, trombone, violon, violoncelle, clavecin (orgue Hammond), bande et lumières
- Arksalalartôq (1970-71)
- Arksalalartôq (1970-71, 76), voix, interprète et bande
- Bernavir (1970)
- Chut (1969)
- Comment Wang-Fô fut sauvé (1982-83), musique de scène; flûte, cor, violoncelle, piano, percussions, ondes Martenot et bande
- Constellation I (1981)
- Contrastances (1971)
- Miroirs (1975), clavecin et bande
- Moustières (1971)
- Regards (1978), hautbois, clarinette, trombone, harpe, piano, percussions, alto, violoncelle, contrebasse et bande
- Tel qu'en Lemieux (1973), bande sonore pour le film documentaire de Guy Robert (OFQ #7829)
- Trakadie (1970), percussions et bande
- Transit (1984), mezzo-soprano, soprano, quatuor vocal, flûte, trombone, percussions, violoncelle, ondes Martenot et bande
- Zones (1971-72)